# NGC 6646
NGC 6646 este o galaxie situată în constelația Lira. A fost descoperită în 26 iunie 1802 de către William Herschel.